# Jamaicas Billie Jean King Cup-lag
Jamaicas Billie Jean King Cup-lag representerar Jamaica i tennisturneringen Billie Jean King Cup, och kontrolleras av Jamaicas tennisförbund.

## Historik
Jamaica deltog första gången 1976. Bästa resultat är deltgandet i huvudomgången 1987.